# Jean Pecquet
Jean Pecquet (Dieppe, 1622 — Paris, 1674) foi um anatomista francês.
Em 1652 obteve o doutorado em Montpellier. Suas pesquisas com animais vivos contribuíram para o entendimento da circulação do sangue.

## Obras
- Experimenta Nova Anatomica (Paris, 1651; traduzido para o inglês como New Anatomical Experiments, 1653)
- De Circulatione Sanguinis et Chyli Motu (1653)
- De Thoracicis Lacteis (1653)